# Dwight Griswold
Dwight Palmer Griswold, född 27 november 1893 i Harrison, Nebraska, död 12 april 1954 i Bethesda, Maryland, var en amerikansk republikansk politiker. Han var guvernör i delstaten Nebraska 1941–1947. Han representerade Nebraska i USA:s senat från 1952 fram till sin död.
Griswold utexaminerades 1914 från University of Nebraska. Han deltog i första världskriget i USA:s armé. Han befordrades till kapten i artilleriet. Han gifte sig 1919 med Erma Elliott. Han var sedan verksam som bankman och publicist i Nebraska.
Griswold efterträdde 1941 Robert Leroy Cochran som guvernör. Han efterträddes 1947 av Val Peterson. Griswold arbetade sedan som tjänsteman inom det militära styret i det ockuperade Tyskland. Han var sedan ansvarig för det amerikanska biståndet till Grekland fram till 1948.
Griswold efterträdde 1952 Fred Andrew Seaton som senator för Nebraska. Han avled 1954 i ämbetet och efterträddes av Eva Bowring.
Griswold var presbyterian. Han gravsattes på Fairview Cemetery i Scottsbluff.